# Lychnorhizidae
Lychnorhizidae is een familie van neteldieren uit de klasse van de Scyphozoa (schijfkwallen).

## Geslachten
- Anomalorhiza
- Lychnorhiza
- Pseudorhiza